# Francis Cooke
Francis Cooke (født 1583, død 7. april 1663 Plymouth, Massachusetts) var en af de 102 om bord på Mayflower. Denne tidlige bosætter er en af de 26 mandlige Pilgrimme som vides at have efterkommere.

## Tidlige år og familie
Francis omtales i ægteskabsarkivet i den vallonske kirke i Leiden fra 1603 som "uldkæmmer fra England". 
Hans oprindelse er imidlertid ukendt. Han kan have været en flygtning fra religiøs forfølgelse andre steder på det europæiske kontinent. 
I Leiden giftede Franchoys Couck sig efter 20. juli 1603 med Hester le Mahieu, datter af protestantiske flygtninge fra det vallonske Flandern. Mahieus familien fra Lille havde boet i Canterbury og derpå London siden 1570'erne inden de flyttede til Leiden i 1590. Hester le Mahieus søster var Marie le Mahieu, gift med Jan Lano, en protestantisk flygtning i Canterbury og derpå Leiden, hvis søn, Philippe de Lannoy (angliseret til 'Delano') udvandrede på skibet Fortune for at slutte sig til sin onkel Francis Cooke og sin fætter Robert i Plymouth kolonien i 1621 efter at være ladt tilbage med 20 andre, da Mayflowers ledsageskib Speedwell havde forlis og vendte tilbage til havn i England, så Mayflower måtte sejle alene. Philippe er stamfader til den gren af Delano familien , som Franklin Delano Roosevelt stammer. 
I Leiden tilhørte Francis og Hester den vallonske kirke. I 1606 forlod de kort Leiden og tog ophold i Norwich i England, hvor de sluttede sig til en anden vallonske kirke, men vendte tilbage til Leiden i 1607 muligvis af religiøse årsager. Mellem 1611 og 1618 var de medlemmer af Pilgrimmenes separatistmenighed i Leiden. Pilgrim kirken blev ikke etableret i Leiden før 1609, så Francis boede der længe før dens ankomst og må have truffet den og sluttet sig til den efterfølgende.

## Mayflower og Plymouth
I 1620 gik Francis, hans søn John og nevøen Philippe de Lannoy om bord på Speedwell i Delftshaven. Cooke efterlod sin kone Hester og deres mindre børn; de skulle følge efter, når kolonien var etableret. Separatisterne købte skibet i Holland. Derpå sejlede de det til Southampton i England for at møde Mayflower, som var blevet chartret af købmænd og investorer. I Southampton mødtes de med andre separatister og yderligere kolonister, som var hyret af investorer.
De to skibe indledte rejsen den 5. august 1620, men Speedwell havde en alvorlig læk og måtte vende tilbage til Dartmouth for at blive genudrustet. Det kostede megen tid og penge. Ved næste forsøg sejlede de to skibe omkring 500 km forbi Land's End i Cornwall, men Speedwell lækkede igen. Begge skibe vendte tilbage til Plymouth, hvor Speedwell blev solgt. Det viste sig, at der ikke var noget i vejen med skibet. Besætningen havde saboteret det for at undgå den årelange forpligtelse i deres kontrakt.
11 fra Speedwell (heriblandt Francis og John Cooke) gik om bord på Mayflower, mens 20 som Robert Cushman og Philippe de Lannoy måtte vende tilbage til London, mens en sammenblandet skare på 103 fortsatte rejsen. For tredje gang satte Mayflower kursen mod den Nye Verden. Den forlod Plymouth den 6. september 1620 og ankom til Cape Cod den 11. november 1620. Fortune fulgte siden og ankom til Plymouth kolonien den 9. november 1621.
Da de omkom til det der i dag er Provincetown, Massachusetts, den 11. november (21. november efter ny tidsregning), underskrev 41 passagerer, heriblandt Francis Cooke, Mayflower Compact mens båden lå for anker.
Francis var aktiv i Plymouths offentlige affærer i 1630'erne og 1640'erne i komiteer til udlægning af landtildelinger og hovedveje samt nævningeting. Han optræder i listen fra 1643 over personer i Plymouth, som kan bære våben. I 1638 eller senere slog han sig ned ved Rocky Nook langs Jones River i byen Kingston, nogle få kilometer fra Plymouth.
I 1651 skrev en anden pilgrim William Bradford om ham: "Francis Cooke lever stadig som en meget gammel mand og har set sine børnebørn få børn. Efter at hans kone kom herover med andre af hans børn har han tre med hende, som stadig lever. De er alle gift og har fem børn, så deres forøgelse er otte. Og hans søn John, som kom over med ham, er gift og har fire levende børn."  Francis Cooke døde i 1663 i Plymouth,, Massachusetts.

## Kendte efterkommere
- De amerikanske præsidenter George H. W. Bush, George W. Bush og Franklin D. Roosevelt er direkte efterkommere efter Francis Cooke.
- Andre berømte efterkommere er Cephas Thompson, William Drew Washburn, Anna Mary Robertson ("Grandma Moses"), (George) Orson Welles, Abel Head "Shanghai" Pierce (Texas kvægmand, som introducerede Brahman racen i Texas), skuespilleren Richard Gere og Beach Boys Brian, Carl og Dennis Wilson.[7]

## Eksterne kilder
- Francis Cooke Arkiveret 6. januar 2010 hos  Wayback Machine på Pilgrim Hall Museum
- Francis Cooke Arkiveret 1. februar 2010 hos  Wayback Machine på MayflowerHistory.com